# Honky-tonk

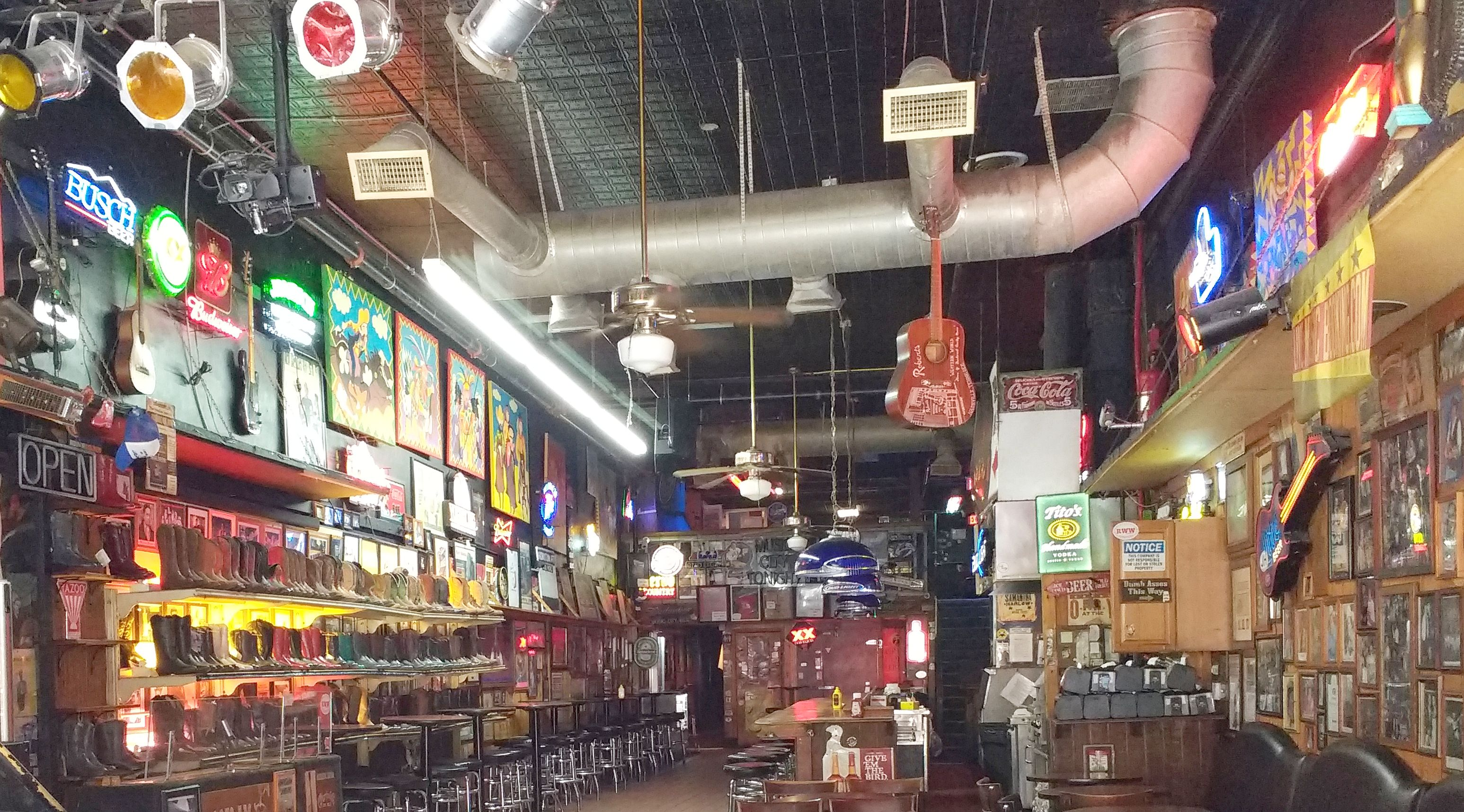
Robert's Western World em Nashville, Tennessee.

Um honky-tonk (também chamado de honkatonk, honkey-tonk ou tonk) é simultaneamente um tipo de bar com acompanhamento musical (normalmente música country tocada ao vivo), típico do sul e sudoeste dos Estados Unidos, normalmente frequentado pela classe trabalhadora e um género musical do country. Alguns honky-tonks também contavam com prostitutas e shows "picantes" para um melhor entretenimento de seus clientes.[carece de fontes?]
O termo "honky" faz referência à raça branca, derivado de bohunk e hunky, que eram termos pejorativos no princípio do século XX para os imigrantes da Boémia, Hungria e Polónia. Já "tonk" faz referência a uma marca de piano, a William Tonk & Bros.